# Diabetes insipidus renalis
Der Diabetes insipidus renalis (Wasserharnruhr, auch als renaler, nephrogener oder vasopressinresistenter Diabetes insipidus bezeichnet; abgekürzt DIR beziehungsweise NDI), stellt eine seltene, die Nieren betreffende Erkrankung dar. Früher sprach man auch vom pitressinresistenten Diabetes insipidus, vom adiuretinresistenten Diabetes insipidus und vom Diabetes insipidus neurohormonalis. „Der renale Diabetes insipidus entsteht bei einer Refraktärizität der Tubuluszellen gegenüber ausreichend sezerniertem Adiuretin.“
Das lateinische Wort insipidus (= unschmackhaft, ohne Geschmack) wurde im Hinblick auf den Harn gewählt, weil dieser bei der Wasserharnruhr ohne den charakteristischen süßen Geschmack wie beim Diabetes mellitus (Zuckerharnruhr) ist. Das altgriechische Wort νεφρός (nephros) und das lateinische Wort ren (Adjektiv renal) bedeuten Niere.
Anders als der zentrale Diabetes insipidus (Diabetes insipidus centralis) wird der Diabetes insipidus renalis in vielen Fällen durch ein defektes X-Chromosom vererbt. Dadurch kommt es zur Veränderung der Gene, die für die Herausbildung und die Funktionalität der Nierenkanälchen (Tubuli) verantwortlich sind. Daher wurde der renale Diabetes insipidus früher auch tubulärer Diabetes insipidus genannt.
Manche Schädigungen der Nieren können ebenso Ursachen für einen sekundären (symptomatischen, also später im Leben erworbenen, nicht angeborenen) Diabetes insipidus renalis sein.
Der Diabetes insipidus renalis ist nicht mit dem Diabetes insipidus, mit dem Diabetes renalis oder mit dem Diabetes mellitus (auch bekannt als Zuckerkrankheit oder Zuckerharnruhr) zu verwechseln.

## Krankheitsentstehung und Merkmale
Beim nephrogenen Diabetes insipidus kommt es zu einer vermehrten Urin-Ausscheidung und zu einem entsprechenden Flüssigkeits- und Elektrolyte-Mangel. Dies hängt damit zusammen, dass die Wasserkanäle (Aquaporine) in den Sammelröhren der Nieren (daher der Zusatz renalis) nicht fähig sind, das im Gehirn ausgeschüttete antidiuretische Hormon (ADH) aufzunehmen, was diese wasserundurchlässig macht. Die Organe können in der Folge keine hinreichende Filterung und Rückresorption von Flüssigkeit in den Körper gewährleisten. Im Blut sammelt sich indes zunehmend überschüssiges Natrium an, das normalerweise ausgeschieden werden würde (Hypernatriämie).
Die Polyurie (das übermäßige Ausscheiden des Urins) stellt das Hauptmerkmal der Krankheit dar. Insbesondere im Fall des Diabetes insipidus renalis können pro Tag bis zu 20 Liter Flüssigkeit über die Nieren ausgeschieden werden. In diesem Zusammenhang kommt zudem ein erhöhtes, ständiges Durstempfinden (Polydipsie) hinzu. Bei Kleinkindern kann zusätzlich eine Diarrhö auftreten.

## Ursachen
Die Krankheit kann verschiedene Ursachen haben. Hier unterscheidet man die angeborenen (primären) von den später im Leben erworbenen (sekundären) Fällen. Die erworbenen Fälle sind häufiger als die kongenitalen.
Bei den schwersten Fällen ist der Diabetes insipidus renalis auf eine Vererbung durch ein defektes X-Chromosom zurückzuführen. Eine zweite, autosomal-rezessive Form des hereditären nephrogenen Diabetes insipidus betrifft nur etwa 10 % der erblichen Fälle.
Häufiger können die Einnahme schädlicher Stoffe (beispielsweise Cisplatin, Lithium, Dopamin, Demeclocyclin) und Vergiftungen die Nieren angreifen, deren Aufnahmefähigkeit für Vasopressin beeinflussen und den DIR auslösen. Auch kann dieser als Resultat einer anderen Erkrankung der Nieren (so beispielsweise im Falle einer Pyelonephritis, einer Hyperkalzämie, einer Nephronophthise oder einer Niereninsuffizienz) hinzukommen.

## Symptomatik
Der renale Diabetes insipidus hat starke Auswirkungen auf das tägliche Leben der Betroffenen. Es kommt zu starkem Durst mit Polydipsie und zu einer Asthenurie (fehlende Konzentrationsfähigkeit des Harns). Dem Körper muss regelmäßig, über den gesamten Tag verteilt, Flüssigkeit zugeführt werden, um Reaktionen wie Desorientierung oder Austrocknung zu verhindern. Als eine von verschiedenen Folgeerscheinungen ist hierbei keine kontinuierliche Nachtruhe gewährleistet (Nykturie). Ebenso können infolge der Dehydratation unter anderem eine häufige Verwirrtheit, eine Lethargie, Fieber oder auch Krämpfe und eine Muskelschwäche auftreten, was unter Umständen bei Kindern weitere Probleme in der Entwicklung (bspw. psychische und Wachstumsstörungen) auslösen kann.
„Im Extremfall kann es zur Ausscheidung von bis zu 40 l Urin pro Tag kommen.“ Im schlimmsten Fall können Menschen mit einem Diabetes insipidus renalis verdursten. Der Exitus tritt in diesem Fall durch Organversagen als Folge des Flüssigkeitsmangels ein.

## Pathophysiologie
Die Hauptaufgabe der Nierenkanälchen ist die fast vollständige Rückresorption des Primärharns in den Blutkreislauf. Gleichzeitig entscheiden die Tubuli über die Harnpflicht der im Primärharn gelösten Stoffe. Die tubuläre Rückresorptionsrate TRR errechnet sich als Differenz aus glomerulärer Filtrationsrate GFR und Harnflussrate.
Tubuluskrankheiten und Diuretika verschlechtern die tubuläre Rückresorption und verursachen so eine Polyurie beziehungsweise die erwünschte Diurese. Wenn sich so zum Beispiel die TRR von 99 auf 98 Prozent verkleinert, verdoppelt sich der Harnfluss von 1 auf 2 Prozent der GFR. Beispielrechnung beim Diabetes insipidus renalis:
Ein gesunder Erwachsener mit einer GFR = 130 ml/min = 187,2 l/d und einem Harnfluss von 1,5 l/d hat eine TRR = GFR − Harnfluss = 187,2 l/d − 1,5 l/d = 185,7 l/d = 128,9 ml/min. Das entspricht einer TRR von 185,7 : 187,2 = 128,9 : 130 = 99,2 %.
Bei einem ansonsten gesunden Erwachsenen mit einem Diabetes insipidus renalis errechnet sich bei einem täglichen Harnfluss von 20 Litern eine TRR = GFR − Harnfluss = 187,2 l/d − 20 l/d = 167,2 l/d = 116,1 ml/min. Das entspricht einer TRR von 167,2 : 187,2 = 116,1 : 130 = 89,3 %.
In diesem fiktiven Zahlenbeispiel sinkt beim Diabetes insipidus renalis bei unveränderter glomerulärer Filtration die tubuläre Resorptionsrate um etwa zehn Prozentpunkte. Zum Vergleich beträgt der beabsichtigte Rückgang der TRR bei einer Therapie mit einem Diuretikum nur etwa ein Prozentpunkt.

## Pharmakologie
Zur Behandlung des Diabetes insipidus renalis müsste man also ein potentes „Antidiuretikum“ oder eben das antidiuretische Hormon (ADH, Desmopressin, Vasopressin, Arginin-Vasopressin) einsetzen. ADH wirkt aber krankheitsbedingt wegen der Endorganresistenz nicht. Als pharmakologische Begründung für die paradoxe antidiuretische Wirkung der stattdessen üblichen Therapie mit einem gegenteilig wirkenden Thiaziddiuretikum wird eine Reduktion der extrazellulären Natriumkonzentration mit kompensatorisch gesteigerter Salz- und Wasserresorption im proximalen Tubulus angegeben. Im Merck Manual findet sich eine andere Erklärung für den Wirkmechanismus: Hydrochlorothiazid verringert die Wasserzufuhr zu den vasopressinsensitiven Stellen in den Sammelrohren. François Reubi erklärt die Wirkung der Thiaziddiuretika dagegen „möglicherweise mit einer infolge Kontraktion des extrazellulären Raums vermehrten proximalen Natriumrückresorption.“
Ebenso paradox scheint die ebenfalls übliche Behandlung mit dem Prostaglandin-Inhibitor Indometacin. Dieses Antirheumatikum soll den Urinfluss durch Drosselung der glomerulären Filtration senken.
Das obige Zahlenbeispiel zeigt die Schwierigkeit: Wenn der Patient seine GFR um zum Beispiel 10 Prozent von 130 ml/min auf 117 ml/min = 168,5 l/d senkt, dann errechnet sich ceteris paribus eine TRR = 168,5 l/d − 20 l/d = 148,5 l/d. Das entspricht einer TRR von 148,5 : 168,5 = 88,1 %. Die relative TRR verschlechtert sich also weiter. Bei gleichbleibender TRR von 89,3 % errechnet sich der beabsichtigte Rückgang des täglichen Harnflusses von 20 l auf jetzt 168,5 l/d − (0,893 × 168,5 l/d) = 18,1 l/d. - Wenn mit Indometacin der Harnfluss auf 1,5 l/d normalisiert werden soll, dann müsste die GFR drastisch auf GFR = (1,5 l/d) : (1 − 0,893) = 14 l/d = 9,7 ml/min gesenkt werden. Das wäre ein Rückgang der GFR von 130 ml/min um 92,5 % auf 9,7 ml/min.
Für die vermutete pathophysiologische Wirkungsweise des manchmal ebenfalls eingesetzten kaliumsparenden Diuretikums Amilorid (Moduretik®) finden sich in den einschlägigen Nachschlagewerken keine Erklärungen. Früher wurde der Diabetes insipidus renalis auch mit dem Diuretikum Chlortalidon (Hygroton®) behandelt. „Aussagen über den Wirkungsmechanismus der Saluretica beim Diabetes insipidus renalis zu machen, ist bisher nicht möglich.“ Früher erklärte man „den günstigen Effekt von Saluretika, weil sie durch eine Steigerung der Natriumausscheidung die Hyperosmolarität des Blutes senken.“

## Vererbung
Es werden zwei verschiedene hereditäre Formen des Diabetes insipidus renalis beschrieben:
„Die meisten genetischen Formen des nephrogenen Diabetes insipidus werden an das X-Chromosom gekoppelt vererbt und durch verschiedene Mutationen am V2-Rezeptor-Gen [(AVPR2-Gen)] ausgelöst. Über den V2-Rezeptor [(Vasopressin-Rezeptor Subtyp V2)] werden die Wirkungen von ADH vermittelt. Die Mutationen führen zu verminderter Hormonbildung am Rezeptor und auch zu einer beschleunigten Degradation des Rezeptors.“ Diese Form wird X-chromosomal mit Mutationen im Vasopressin-Rezeptor-V2-Gen (AVPR2-Gen) im Genlocus Xq28 vererbt und betrifft etwa 90 % der erblichen Fälle.
„Es wurde noch eine zweite, autosomal-rezessive Form des hereditären nephrogenen Diabetes insipidus beschrieben, bei der der Defekt am ADH-sensitiven Wasserkanal liegt. Diese Kanäle, sogenannte Aquaporine, sind in verschiedenen Zellarten vorhanden. Am Sammelrohr ist der Aquaporin-2-Kanal von Bedeutung. Die Kanäle sind normalerweise im Zytosol gespeichert, werden aber unter dem Einfluss von ADH an die Zelloberfläche gebracht, wo sie mit der Zellmembran fusionieren. Dadurch kann Wasser über die sonst wasserimpermeable luminale Membran in die Zelle eindringen. Mutationen am Gen Aquaporin 2 [(AQP2-Gen)] führen zu einem Defekt im Transport dieser Kanäle, sodass eine Fusion mit der Zellmembran nicht möglich ist.“ Hier erfolgt die Vererbung entweder autosomal-dominant oder autosomal-rezessiv mit Mutationen im Aquaporin-2-Gen (AQP-2-Gen) im Genlocus 12q13. Diese Form des Diabetes insipidus renalis betrifft etwa 10 % der erblichen Fälle.

## Verbreitung
Der renale Diabetes insipidus gilt als eine seltene Erkrankung. Bei Vererbung findet man unter etwa 250 000 Menschen im Durchschnitt nur einen Fall vor. In 10 Prozent der ererbten Fälle ist ein verändertes AQP2-Gen für eine Mutation der Aquaporine verantwortlich, was dazu führt, dass die Wasserkanäle nicht korrekt ausgebildet sind. Bei den übrigen 90 Prozent ist ein verändertes AVPR2-Gen vorhanden. Der Diabetes insipidus renalis tritt unabhängig vom Geschlecht auf, wenngleich die Wahrscheinlichkeit einer erblich bedingten, das AVPR2-Gen betreffenden Erkrankung bei Männern höher als bei Frauen ist. Bei Männern ist die Symptomatik auch deutlich ausgeprägter als bei Frauen.
Zu diesen ererbten Fällen eines Diabetes insipidus renalis kommen noch jene eines erworbenen beziehungsweise eines sekundären renalen Diabetes insipidus hinzu. Die Inzidenz ist hier größer, aber nicht genau bekannt. Man geht aber beispielsweise davon aus, dass etwa 55 Prozent aller Patienten und Patientinnen, die über lange Zeit mit Lithium-haltigen Medikamenten therapiert worden sind, einen nephrogenen Diabetes insipidus ausbilden.
Mit Blick auf die Verbreitung und die Erscheinung ist zusätzlich darauf hinzuweisen, dass die Symptome des Diabetes insipidus nicht unbedingt der renalen oder zentralen Variante zugerechnet werden müssen. Dies betrifft Fälle, bei denen Vasopressin unzureichend ausgeschüttet wird, während allerdings weder die Hypophyse noch der Hypothalamus oder die Nieren krankhaft verändert respektive geschädigt sind. Dieser Diabetes insipidus kann infolge einer Schwangerschaft auftreten (wenngleich manchmal mit dem Diabetes insipidus renalis assoziiert) oder auch einem dipsogenen Diabetes insipidus zugeordnet sein (zum Beispiel als Auswirkung einer Schizophrenie oder einer Neurosarkoidose auf die Hypothalamusregion).

## Diagnostik
Für nähere Informationen zur Diagnose siehe: Diagnostik des Diabetes insipidus
Ein wesentlicher Hinweis auf einen vorliegenden Diabetes insipidus – in allen Varianten – ist das Unvermögen der Patienten, konzentrierten Harn hervorzubringen (Asthenurie). Dies hängt mit dem Umstand zusammen, dass die Nieren die Flüssigkeit nicht lange genug halten können und es daher zur Polyurie kommt. Auf diesem Umstand basierend erfolgt die Diagnose:
Ob ein zentraler oder ein renaler Diabetes insipidus vorliegt, kann nur durch ein Ausschlussverfahren ermittelt werden; durch einen Dursttest mit anschließendem Desmopressin-Test. Können die Probanden auch nach der Einnahme des verabreichten Vasopressins keinen Harn konzentrieren, so liegt die Ursache in den Nieren und ist nicht durch die Herausbildung des antidiuretischen Hormons im Hypothalamus oder der Speicherung und Ausschüttung dessen durch die Hypophyse bedingt. Entsprechend kann die nephrogene Variante der Erkrankung festgestellt werden.
In manchen Fällen wird zusätzlich ein Infusionstest mit einer Kochsalzlösung durchgeführt (Hickey-Hare-Test oder Carter-Robbins-Test). Anstelle des umstrittenen Durstversuches wird mittlerweile auch die Konzentration des Copeptins untersucht, bei dem die mit dieser korrelierende ADH-Konzentration überprüft werden kann.
Da der DIR auch vererbt wird, können Fälle innerhalb der Familie ein wichtiger erster Indikator auf die Krankheitspräsenz sein.

## Therapie
Der renale beziehungsweise nephrogene Diabetes insipidus ist in seiner vererbten Form nicht heilbar. „Eine ursächliche Behandlung ist nur bei der symptomatischen Form möglich.“
Allerdings gibt es wirksame Behandlungsmethoden, die Betroffenen den Umgang mit ihrer Krankheit erleichtern und ihren Verlauf abmildern können, indem ein Elektrolyt- und Wasserausgleich geschaffen wird.
Im Regelfall erfolgt die Therapie durch Verabreichung von Thiaziddiuretika. Hierdurch nehmen das Blutvolumen und damit das Harnvolumen durch die Förderung der renalen Natriumausscheidung ab. Zusätzlich können nicht-steroidale und anti-inflammatorische Medikamente gegeben werden.
Nur der sekundäre Diabetes mellitus renalis kann, indem man beispielsweise die verursachende Erkrankung behandelt und somit die Nieren für Vasopressin wieder empfänglich macht, potenziell reversibel sein. Länge, Dauer und Erfolg der Behandlung sind hier allerdings vom individuellen Krankheitsbild und von der tatsächlichen Schädigung der renalen Funktionseinheiten abhängig.
Auch eine speziell auf betroffene Patienten zugeschnittene Diät hat sich als unterstützende Maßnahme bewährt. Hierbei wird beispielsweise auf die Einnahme salz- und eiweißreicher Nahrungsmittel verzichtet. Allgemein muss auf eine ausreichende Wasserzufuhr geachtet werden. Klimatische Bedingungen können sich ebenfalls günstig oder ungünstig auf das Leben der Betroffenen auswirken.

## DIR in der Öffentlichkeit
Seit 2017 hat sich Marc Wübbenhorst der Aufgabe verschrieben, in den deutschen und internationalen Medien über den Diabetes insipidus renalis aufzuklären, da die Krankheit aufgrund ihres seltenen Auftretens zuvor fast nur in medizinischen Fachkreisen bekannt war. Hierdurch entstand ein Netzwerk, bei dem Betroffene, Angehörige und Interessierte eine Anlaufstelle zur Beratung und zum gegenseitigen Austausch finden und sich mittels Artikeln und Videos zum Thema informieren können. Wübbenhorst selbst hat die schwerere, erblich bedingte Form des DIR.
Die gesamte Informationskampagne läuft unter dem Motto „Stay hydrated“ und konnte bereits Millionen Menschen weltweit erreichen. Allgemein soll diese zugleich als Modell dienen, wie man mehr Bewusstsein in der breiten Öffentlichkeit für seltenere Krankheiten und den damit einhergehenden Herausforderungen für die Betroffenen schaffen kann.